# Monte Morello
Monte Morello è l'unico rilievo assimilabile ad una montagna dell'ampia conca fiorentina. Si trova a nord ovest del capoluogo ed è suddiviso tra i comuni di Sesto Fiorentino, Calenzano e Vaglia. È delimitato ad Ovest dalla Val di Marina, ai piedi dei Monti della Calvana, e ad Est dalla valle del Mugnone, ai piedi del colle di Fiesole.
Le cime di maggiore altezza sono il Poggio all'Aia (934 m), il Poggio Casaccia (921 m), il Poggio Cornacchiaccia (892 m), il Poggio Trini (763 m), il Poggio al Giro (747 m) ed il Monte Rotondo (708 m). Il massiccio montuoso ha una curiosa forma, ciascuna delle tre punte possiede l'aspetto tipico delle sommità dei vulcani. Ma la forma non deve trarre in inganno, in quanto la natura di queste montagne non è vulcanica.
Il territorio di Monte Morello presenta un notevole interesse paesaggistico ed ambientale, per la sua posizione, per il valore e l'ampiezza del patrimonio boschivo, per le risorse idriche, per la presenza di numerose testimonianze storiche e di opere di valore artistico. Per questo motivo rientra, con il massimo grado di tutela, fra le “aree protette” ai sensi della normativa regionale.

## Orogenesi

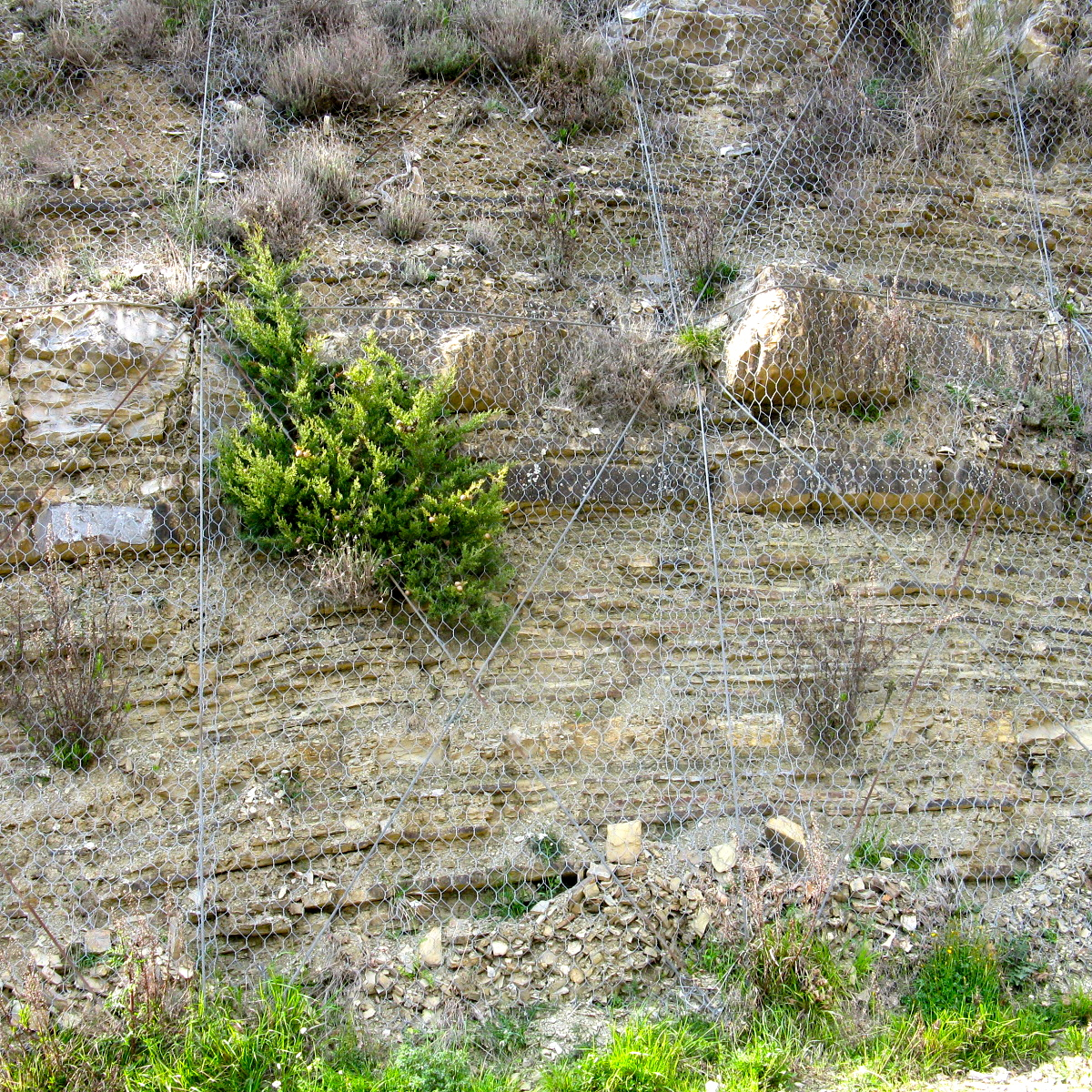
Pieghe tettoniche stratificate sul Monte Morello, presso il Rifugio Gualdo

Monte Morello è prevalentemente formato da rocce di tipo calcareo. Probabilmente nasce circa 70 milioni di anni fa come formazione sottomarina. Circa 12 milioni di anni fa è poi emersa, assumendo circa un milione di anni addietro la forma attuale.
Il gruppo geologico viene definito "alloctono" e quindi unità tettonica che si presume abbia subito grandi traslazioni orizzontali (dell'ordine di vari chilometri).
Nel gruppo geologico di monte Morello sono evidenziate alcune faglie (rottura di massa rocciosa con spostamento relativo dei due blocchi ormai separati), alcune nella zona di Gualdo ed altre fra la prima e la terza punta.

## Storia
Il nome "Morello" (o "Maurillo") è già presente in un documento di epoca longobarda datato 14 luglio 790. Come molti nomi di luogo antecedenti l'anno 1000, non è chiaro se Morello deriva da quello di un antico proprietario terriero della zona, Maurillus, o dall'aspetto silvestre che un tempo mostrava, ricco com'era di secolari abeti. È menzionato da Boccaccio nella novella di Frate Cipolla: il nome cela un riferimento alla sodomia.
La montagna fu disboscata quasi del tutto all'epoca del Granduca Cosimo I, per realizzare le travi delle tettoie del Palazzo degli Uffizi. 

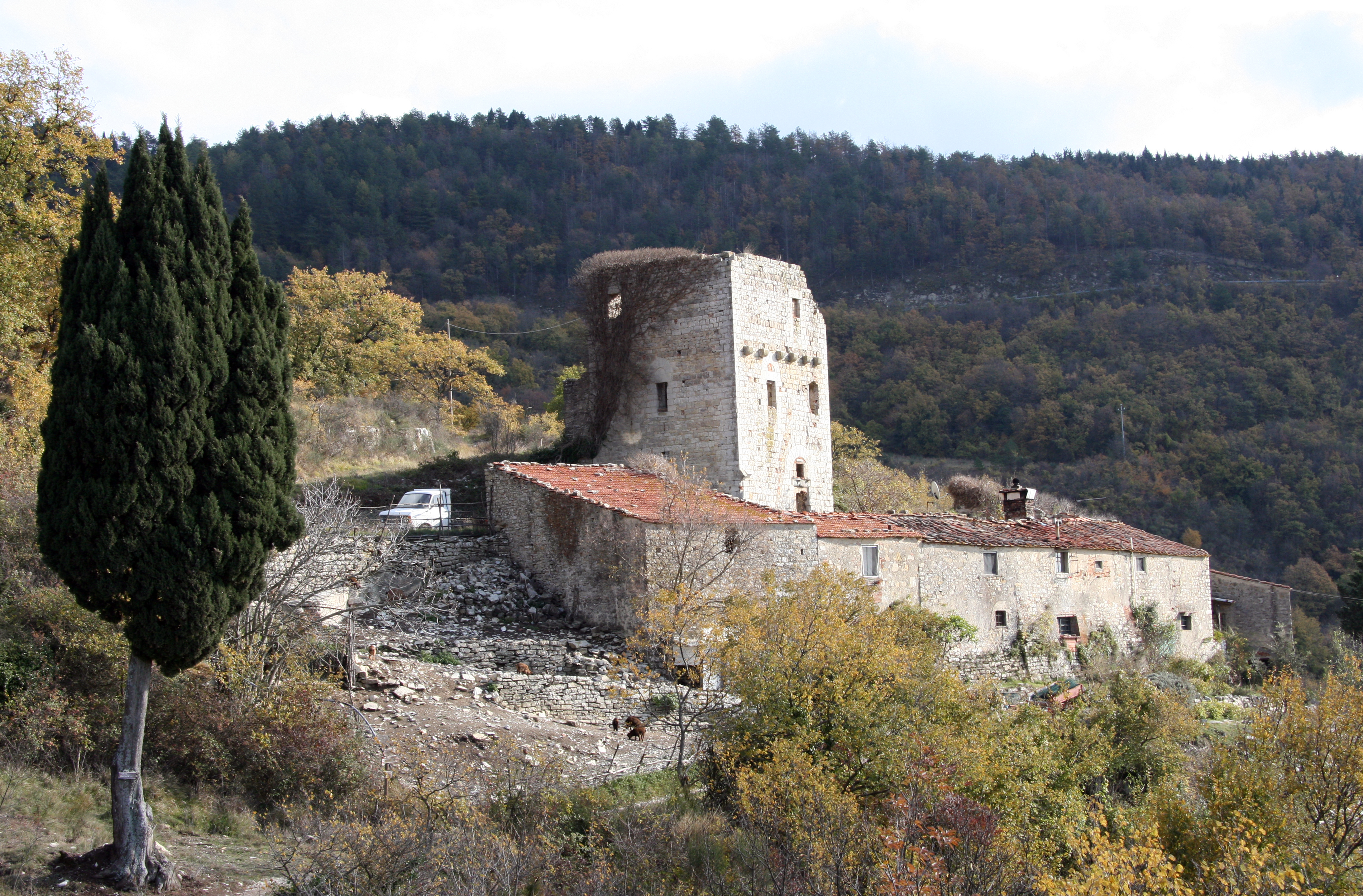
La Torre di Baracca, sulle pendici meridionali del Monte Morello

 Un primo tentativo di rimboschimento della montagna, anche per motivi estetici legati al panorama fiorentino in cui Monte Morello ha un ruolo di protagonista, si ebbe ai tempi del Granduca Pietro Leopoldo, che nel 1784 chiese ai frati dei conventi di Monte Senario, Camaldoli e Vallombrosa di comprare terreni in loco per rimboschirli; fallita questa operazione, gli stessi Lorena s'impegnarono a comprare le pendici meridionali del monte e vi crearono una riserva di caccia. Solo davanti al pericolo di frane e smottamenti sempre più incombente, si decise per un'opera di rimboschimento massivo; iniziato nel 1909 per iniziativa del deputato socialista Giuseppe Pescetti (eletto nel collegio di Sesto Fiorentino) che affidò l'incarico all'agronomo Domenico Mariani, si concluse solo intorno al 1970 e ridiede al monte l'aspetto silvestre di un tempo mediante l'uso del pino nero, cipresso ed abete bianco. Durante la seconda guerra mondiale, Monte Morello fu una delle più forti e sicure basi partigiane e teatro di numerose azioni di guerra, come la Battaglia della Fonte dei Seppi del 14 luglio 1944. Nei boschi del Monte Morello, nell'area monumentale di Cercina, a ricordo dell'uccisione di alcuni partigiani il 7 giugno 1944 che, tramite l'emittente radiofonica Radio Cora, mantenevano i contatti tra la resistenza toscana e le truppe alleate, si trova il Cippo ai Caduti di Radio CORA a testimonianza di quel tragico evento noto come Eccidio di Radio CORA.

### Parco territoriale e SIC

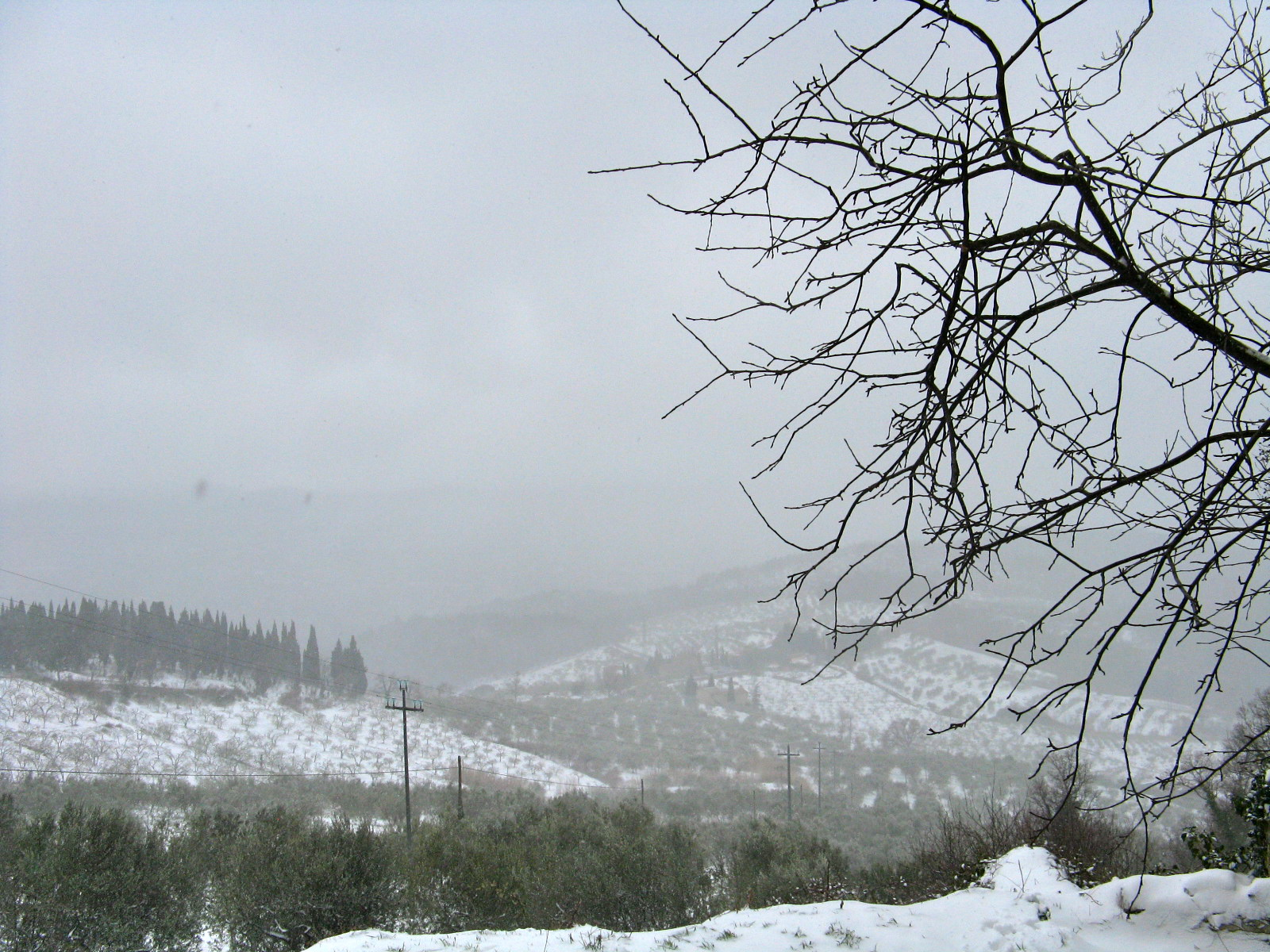
Veduta invernale, dal Rifugio Gualdo, dell'area di Monte Morello, imbiancata dalla neve

Il monte è stato dichiarato Parco territoriale.
In seguito, nel 1996, per la presenza di "habitat naturali e aree significative per la presenza di specie animali e/o vegetali di interesse comunitario", è stato proposto come Sito di Importanza Comunitaria n. 42 dalla giunta regionale in base alla Direttiva europea 92/43/CEE "Habitat".

### La morte dei pini neri

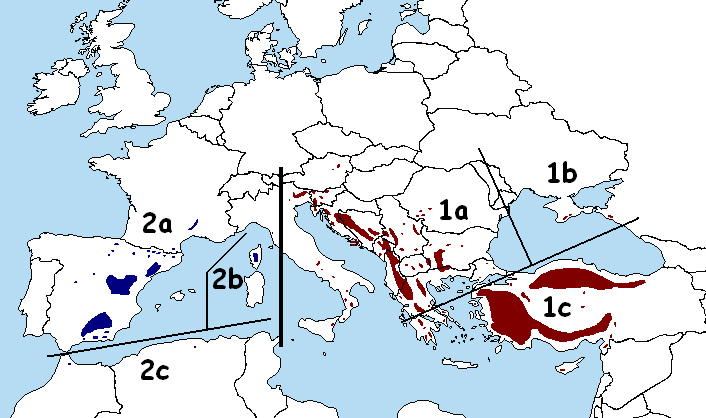
Mappa di diffusione del pino nero suddivisa per sottospecie

Il Monte Morello, a partire dal 2003 e con particolare criticità nel 2007, sta vivendo un grave problema ambientale: i pini neri impiantati durante il secolo scorso stanno lentamente morendo, mostrando, nelle aree un tempo sottoposte a rimboschimento artificiale, ampie zone in cui sono visibili chiome disseccate. La morìa degli alberi è causata dal fatto che il pino nero è un ottimo albero per iniziare un'azione di rimboschimento (si adatta facilmente e cresce velocemente) ma tale operazione va poi seguita nel corso degli anni, diradando le piante per permettere a quelle lasciate di fortificarsi ed a nuove essenze di colonizzare gli spazi creati.

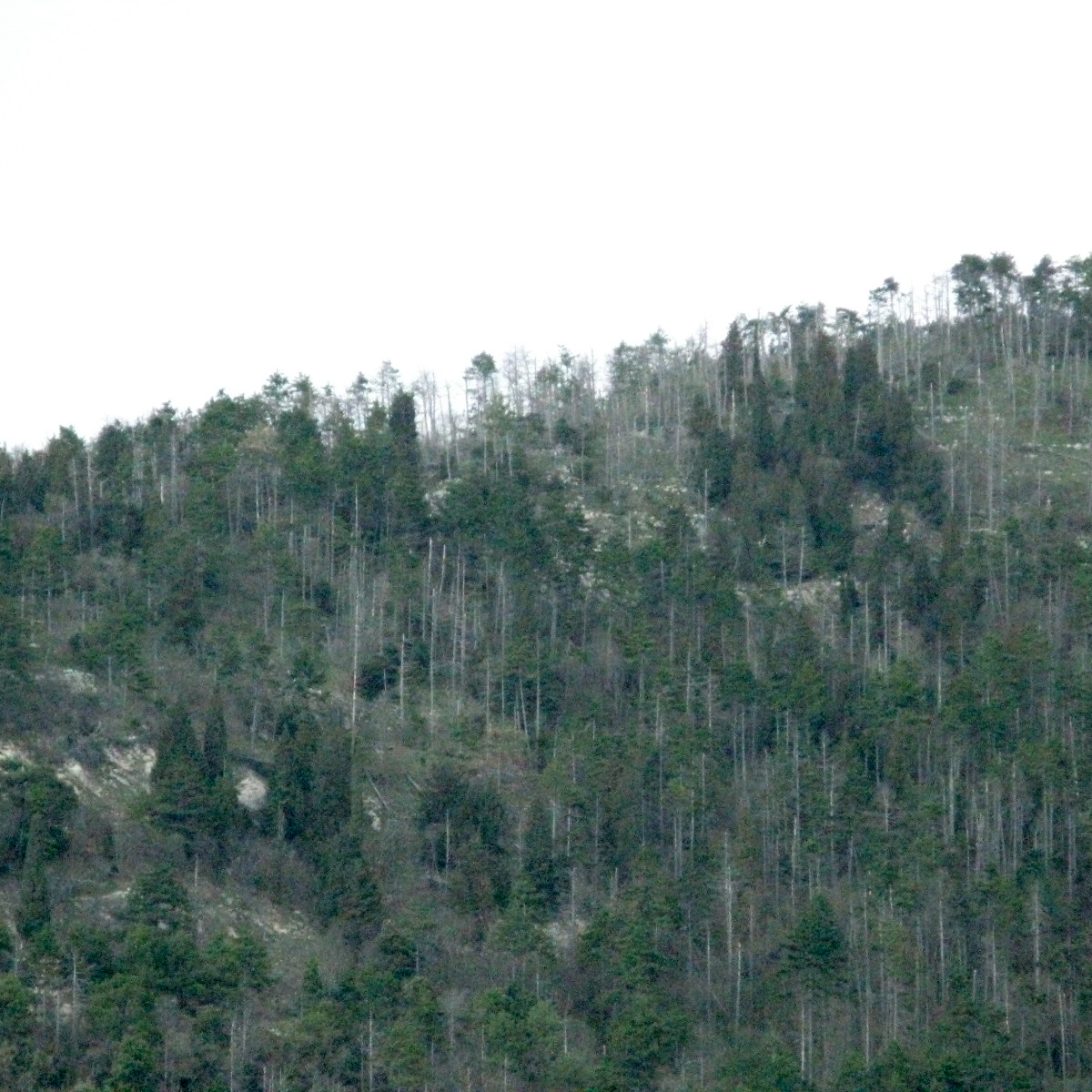
Sullo sfondo, in mezzo alla vegetazione, si notano numerosi Pini Neri morti

Tale opera è stata fatta solo in minima parte e così le piante sono cresciute le une accanto alle altre troppo fitte, sviluppandosi in altezza ma conservando tronchi esili con il risultato che i pini, tutti coetanei e deboli, sono divenuti facili prede di funghi (quali il Sphaeropsis sapinea) e di insetti parassiti.
La causa principale della loro morte è comunque dovuta alla siccità dell'estate del 2003 quando gran parte dei pini non sopravvisse a 4 mesi di assenza di piogge.

### La riqualificazione
Per il periodo 2009-2013 l'Assessorato all'Agricoltura della provincia di Firenze si propone l'obiettivo di riqualificare 120 ha sul Monte Morello tramite il finanziamento del Programma di Sviluppo Rurale della Toscana 2007-2013, ad esempio l'area delle fustaie di conifere.

## Flora e fauna
Oggi la montagna, che mantiene tutt'oggi le tradizioni d'olivicoltura (vi si produce un eccellente olio locale), vede una presenza di una ricca fauna composta da cinghiali, volpi, cervi, lupi, lepri, caprioli, fagiani ed altri animali (tra cui le vipere). Abitanti più rari ma presenti sono i daini, puzzole, tassi e faine. Da una folta vegetazione composta, come detto, da pini, querce, cipressi e abeti bianchi. Alle quote più alte si può trovare il nocciolo.  Tra i fiori più significativi, che trovano il loro habitat ideale nella zona, ci sono anche alcune varietà di orchidee spontanee.

## Territorio
Numerose sono anche le sorgenti di acqua (Fonte dei Seppi, Fonte del Ciliegio etc...), anche se alcune di esse sono scomparse o hanno visto ridurre la loro portata a causa degli scavi dell'Alta Velocità effettuati sotto la montagna, duramente contestati da varie associazioni ambientaliste.

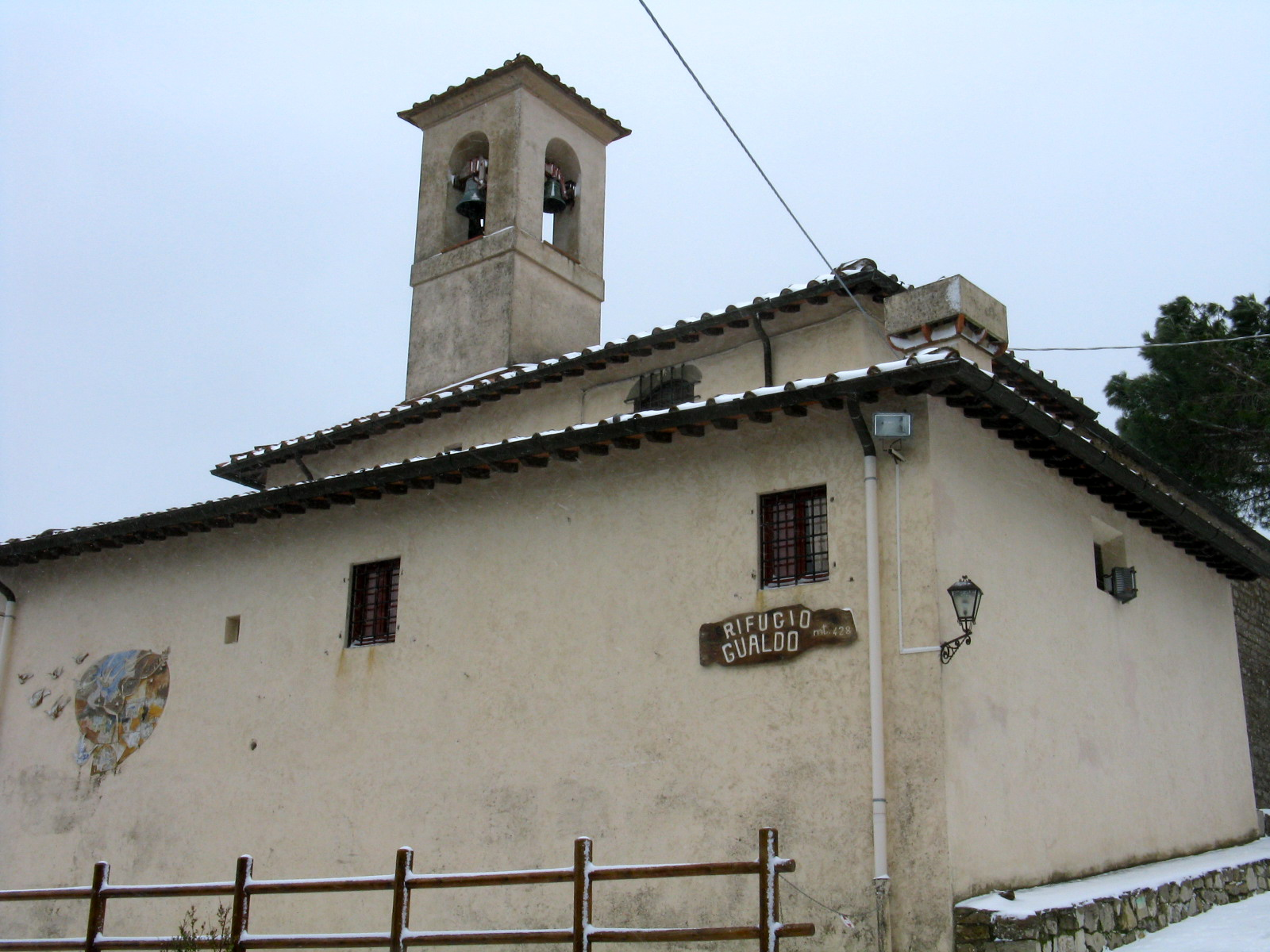
Il Rifugio Gualdo, sede anche di iniziative culturali e mostre

Proseguendo la salita, lungo la strada asfaltata si giunge al Piazzale Leonardo da Vinci. Qui sono presenti numerosi ripetitori radiotelevisivi che irradiano il segnale nei territori che guardano in direzione di Morello ma, dando le spalle agli impianti, il panorama che si gode guardando in direzione della conca fiorentina è impagabile. In estate questa zona diventa, grazie alla scarsità di luce artificiale, un ottimo punto di osservazione di stelle e pianeti.

## Attività
Ancora oggi Monte Morello è la montagna dei fiorentini, che si recano a compiervi passeggiate, escursioni e pic-nic nella stagione estiva o a cercare funghi ed asparagi. Percorrendo la strada asfaltata, che attraversa il Monte Morello, si trovano alcuni ristoranti e pizzerie rinomati nella zona.
Per gli amanti dello sport, Monte Morello ospita anche una pista per la pratica dello sci d'erba.

## Galleria d'immagini

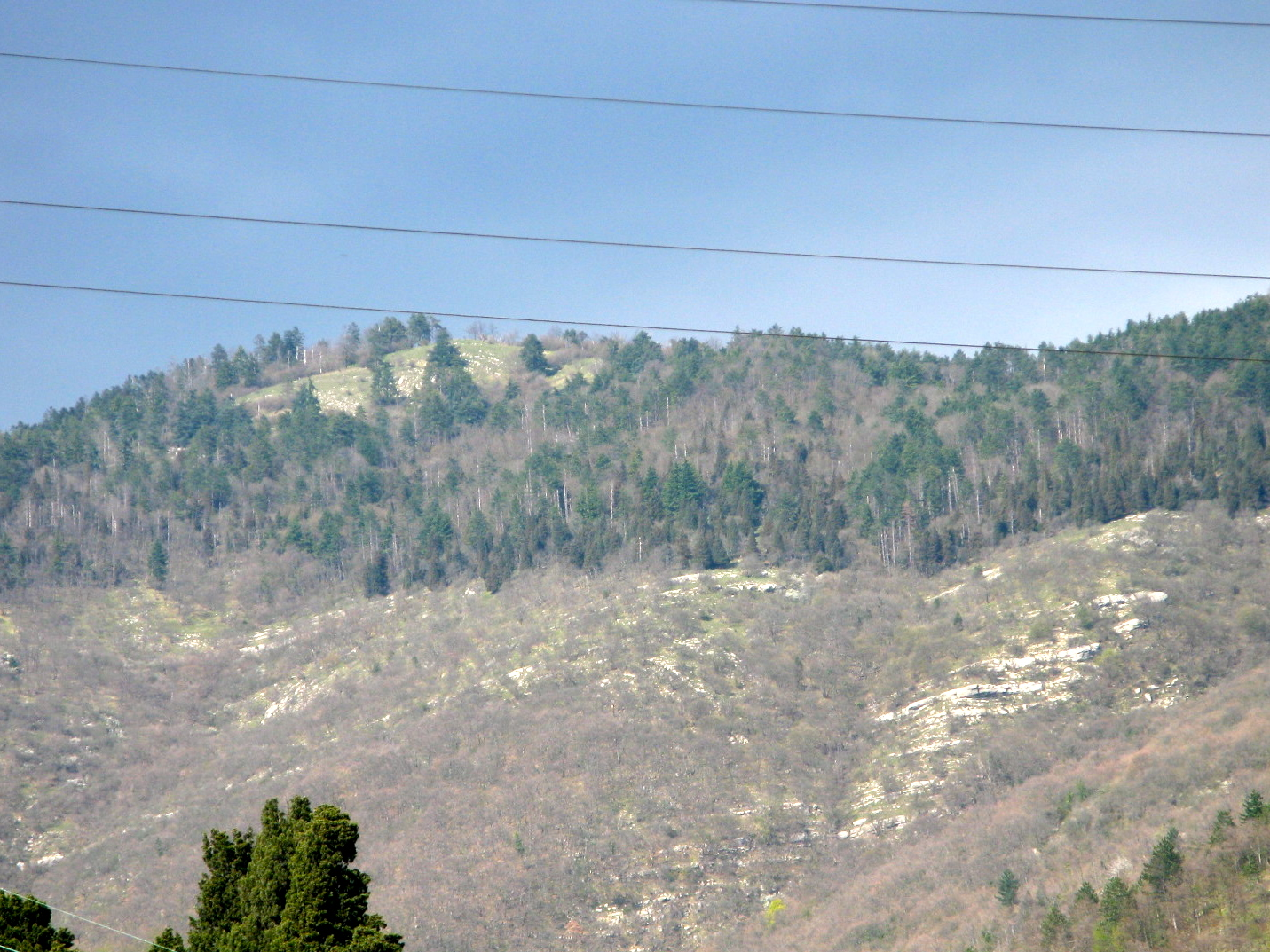
La Terza Punta
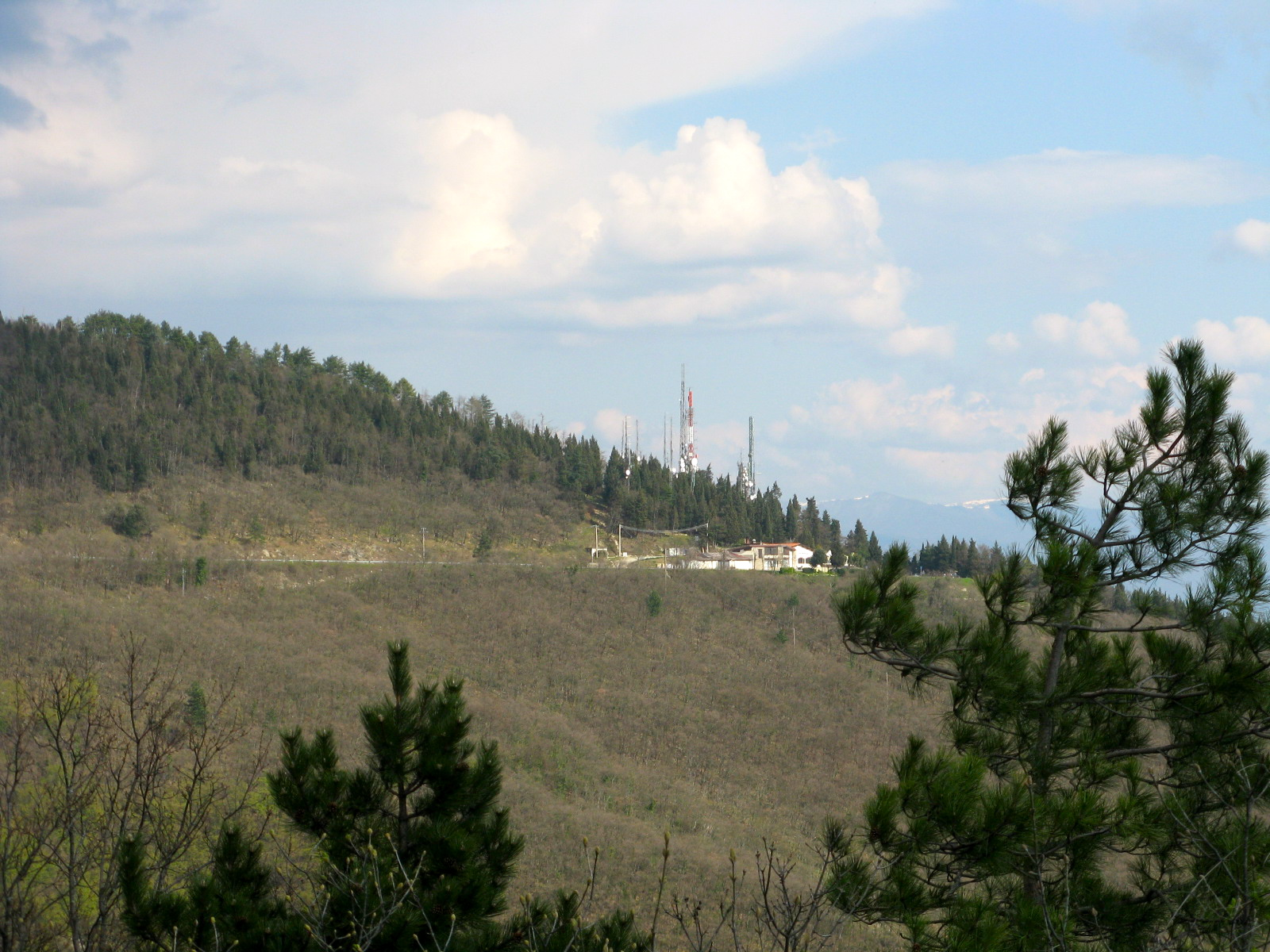
Ripetitori Radiotelevisi sul Piazzale Leonardo di Monte Morello
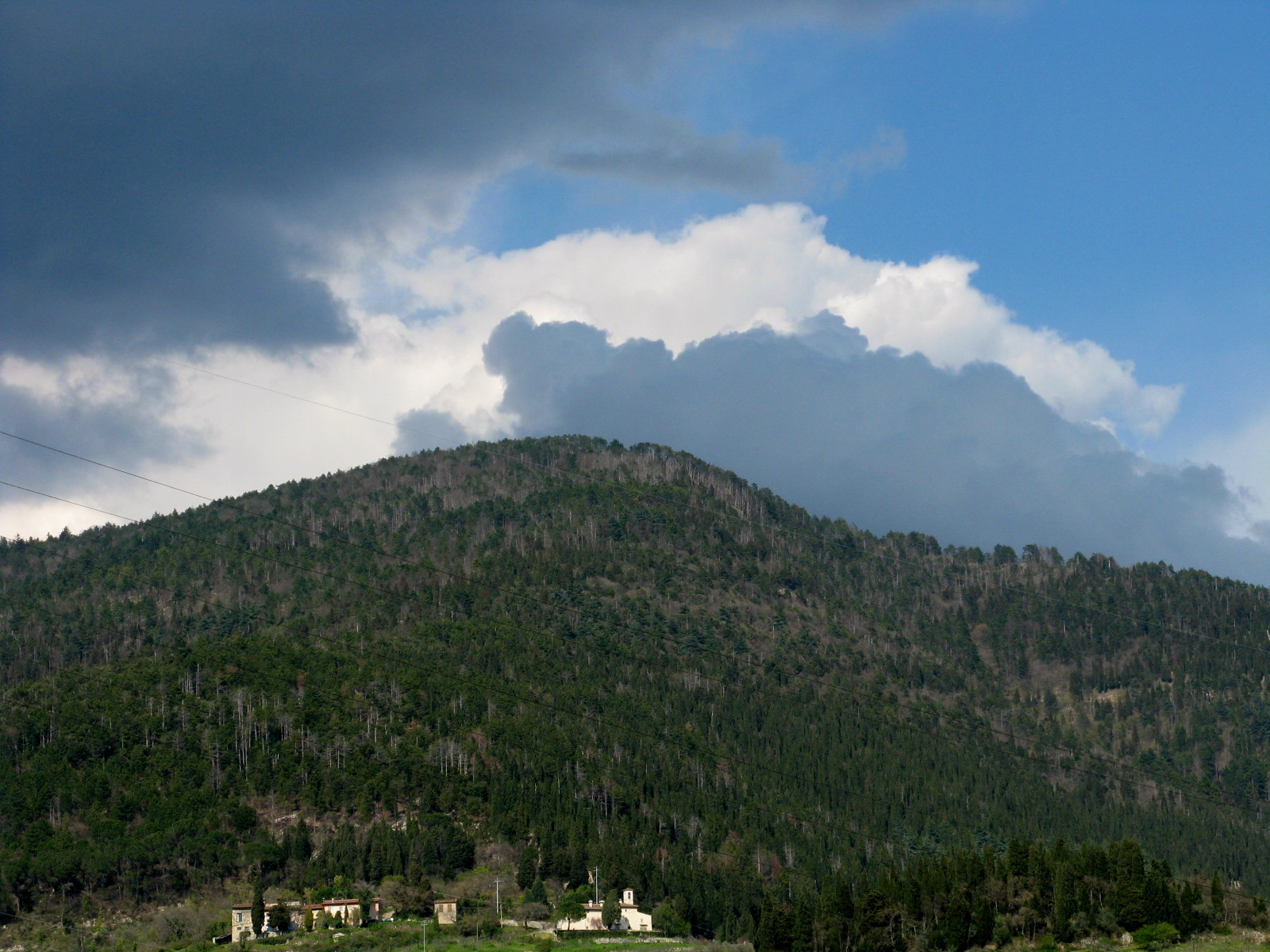
La Seconda Punta
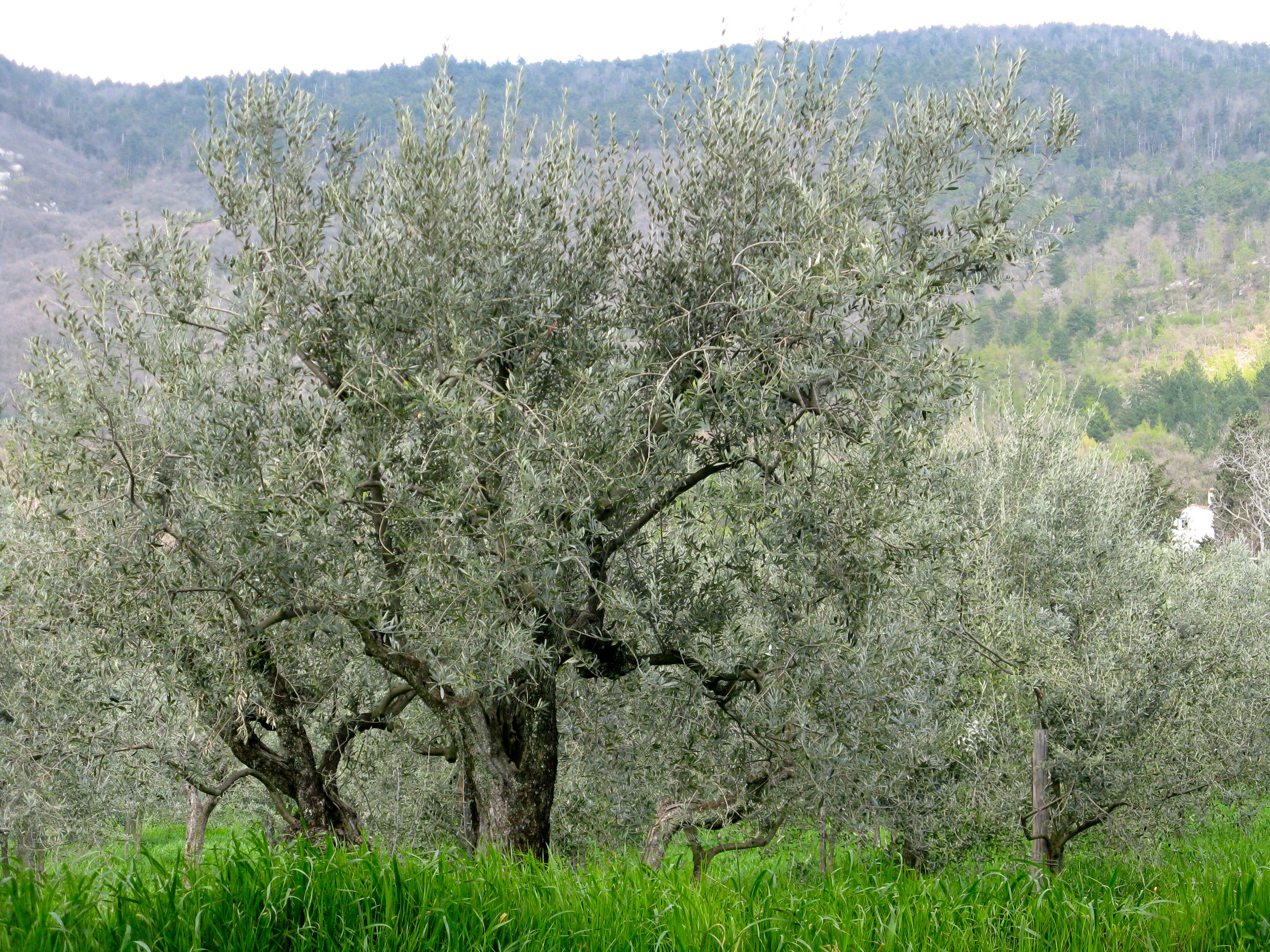
Le pendici di Monte Morello nel versante di Calenzano, coltivate ad olivo
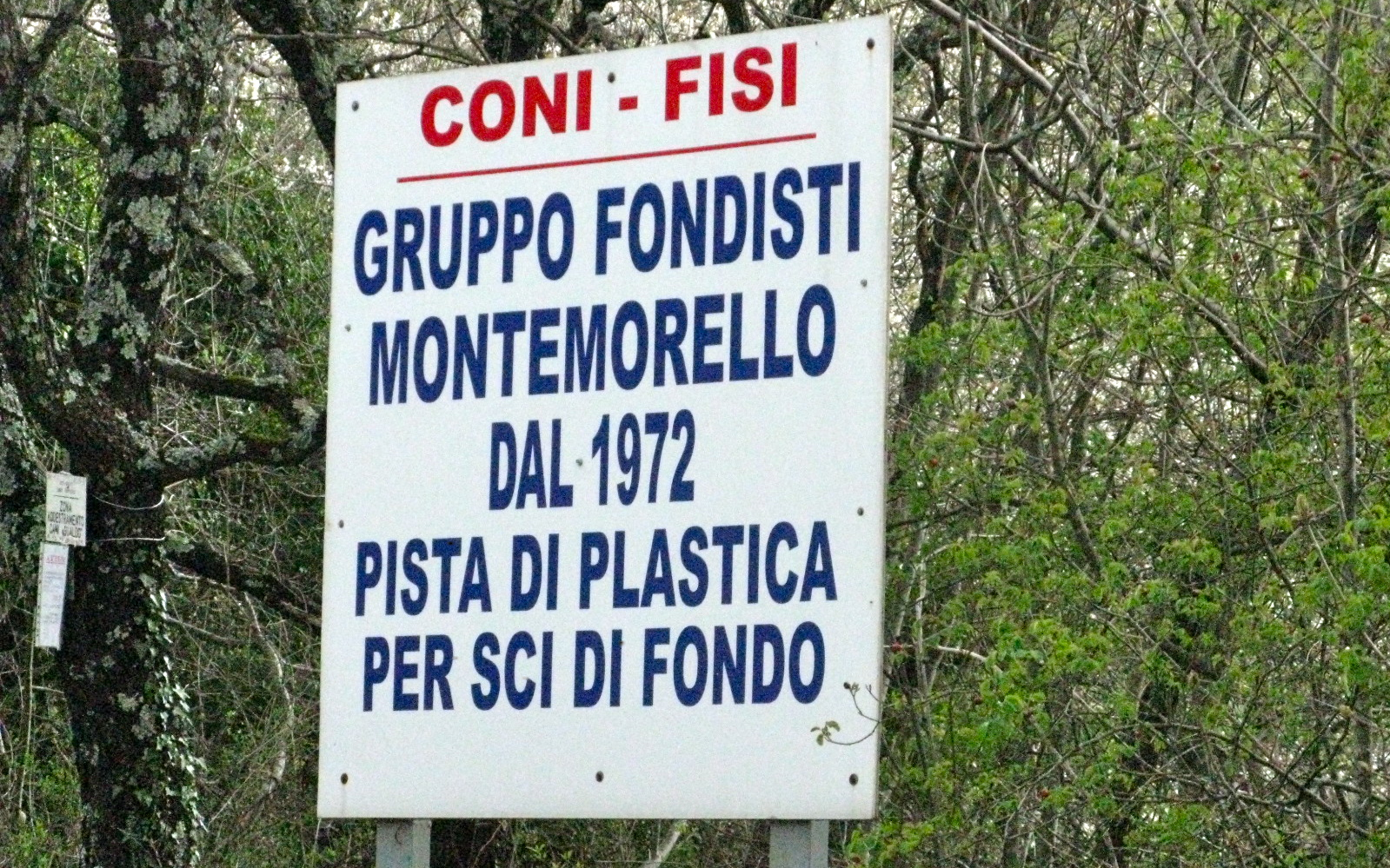
La pratica dello sci di fondo
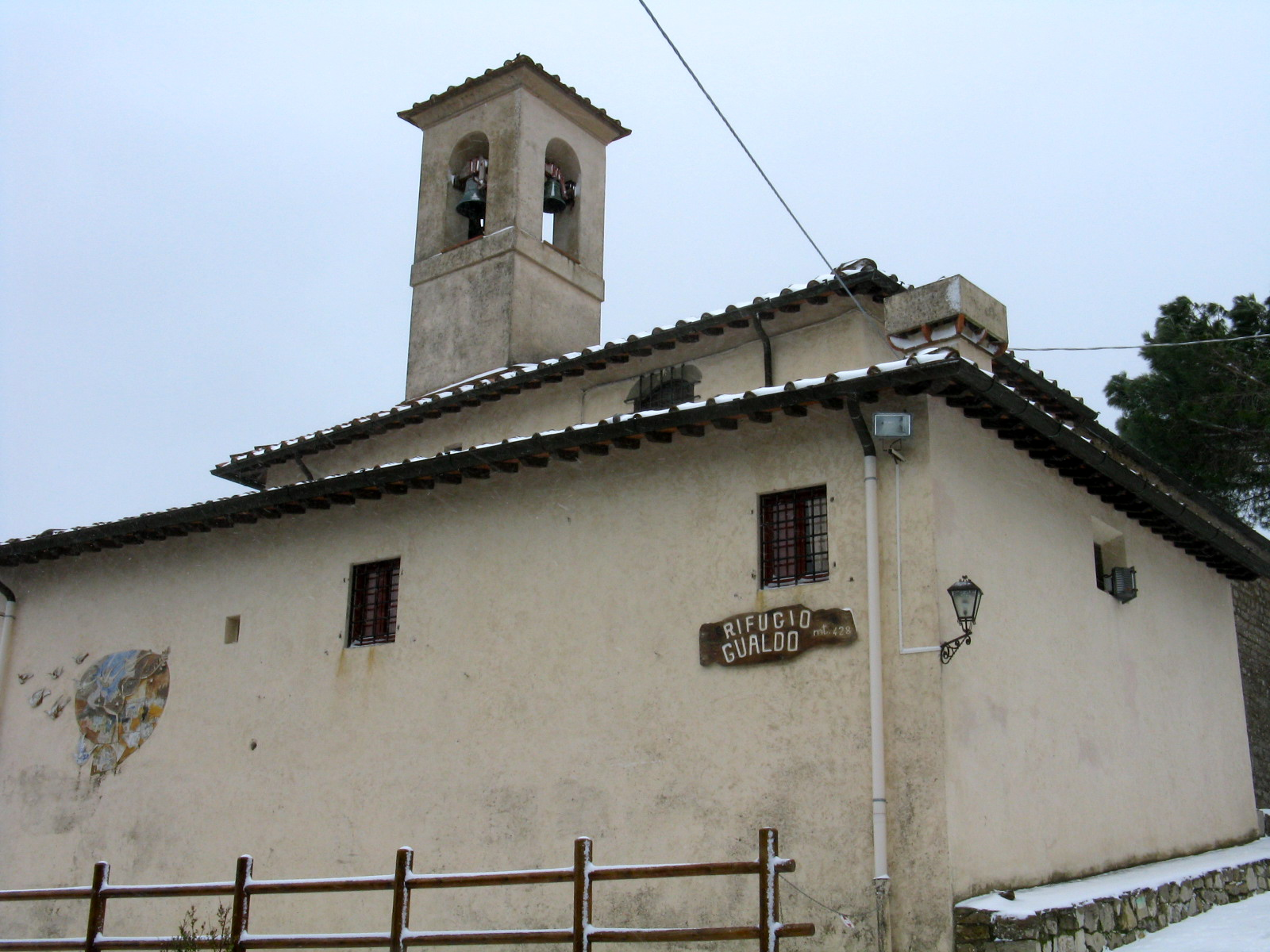
Il Rifugio Gualdo, sede anche di mostre ed eventi culturali
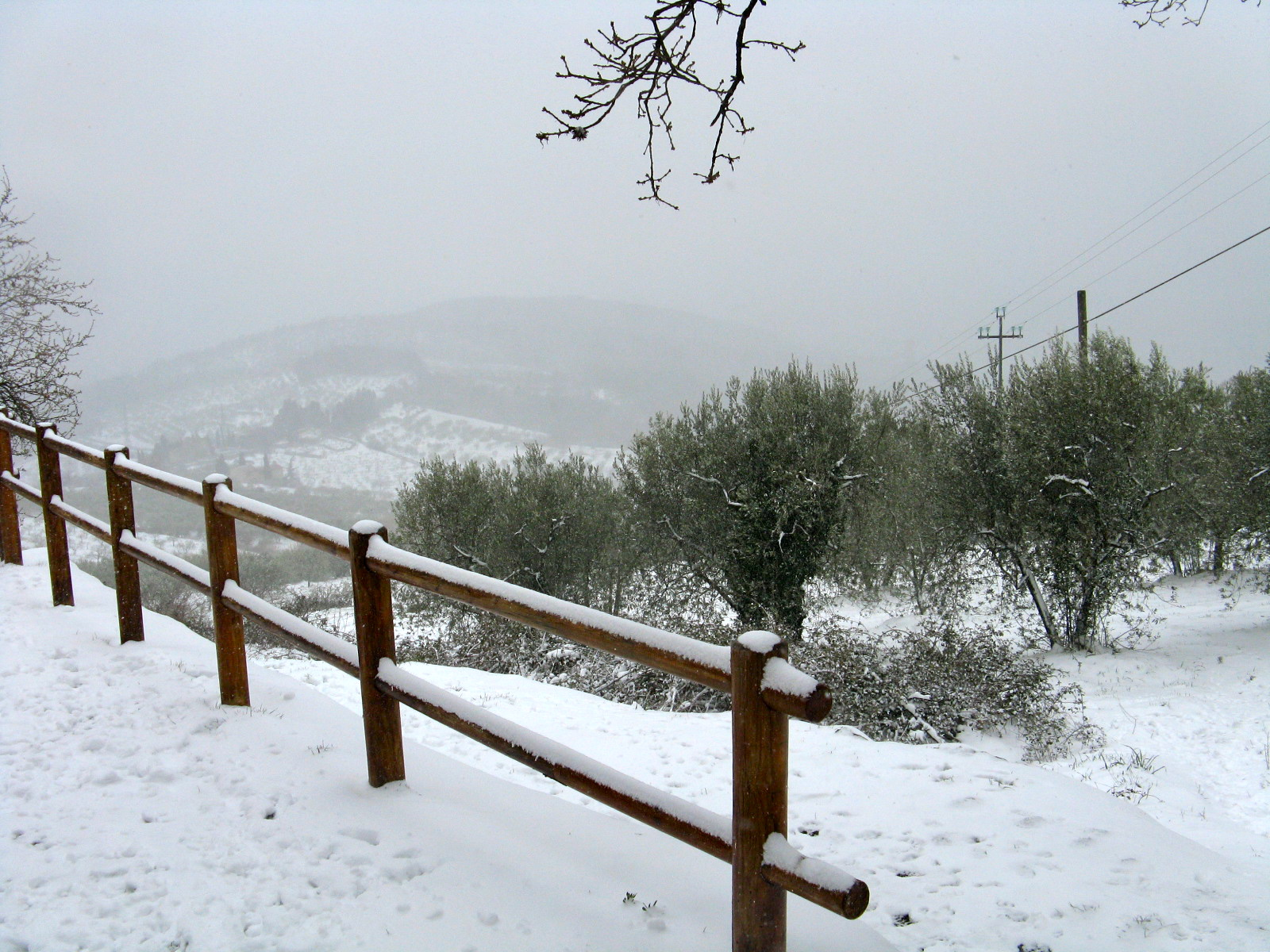
Nevicata in marzo a Monte Morello
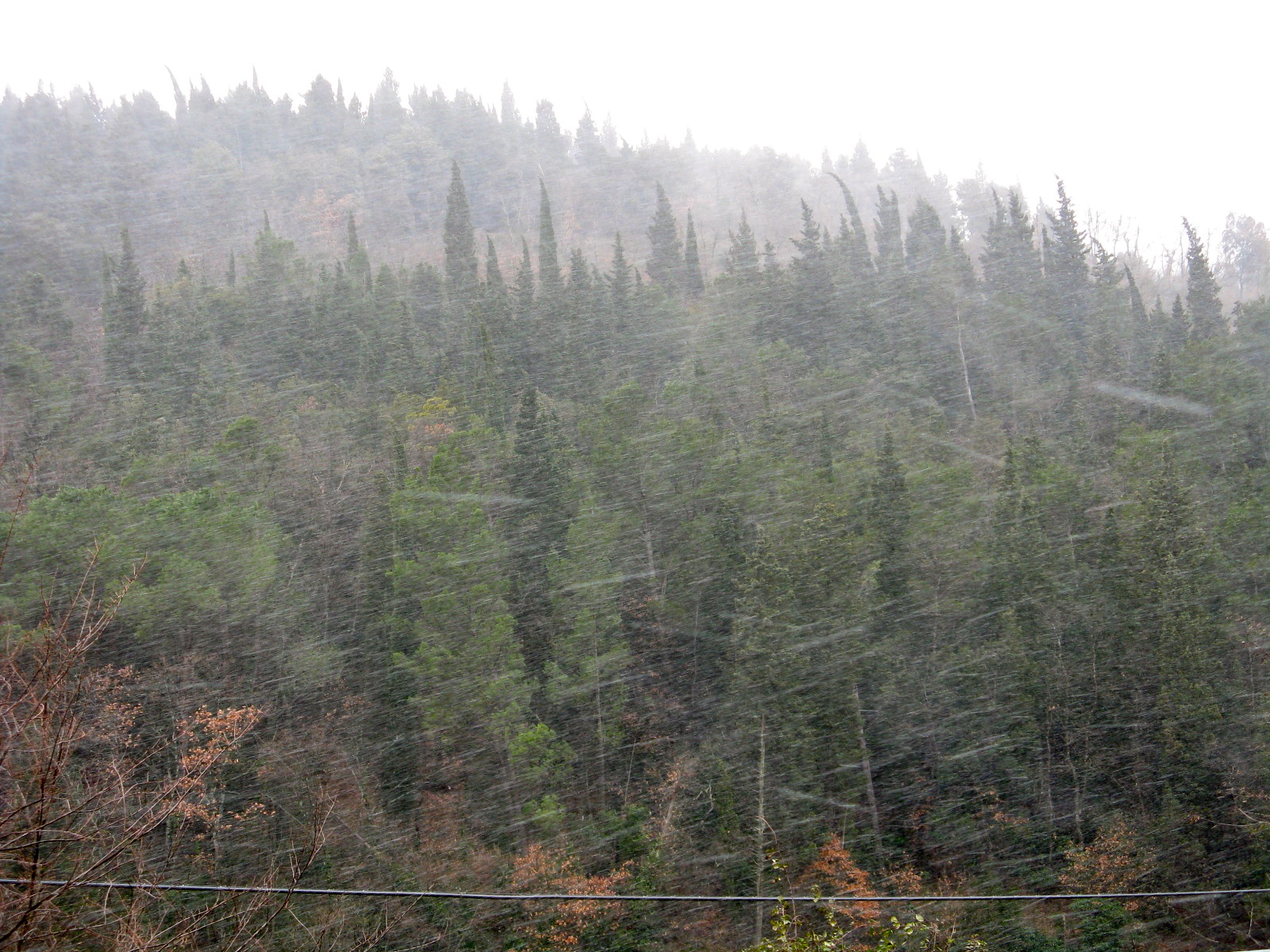
Neve alle pendici di Monte Morello in località Ulivo Rosso
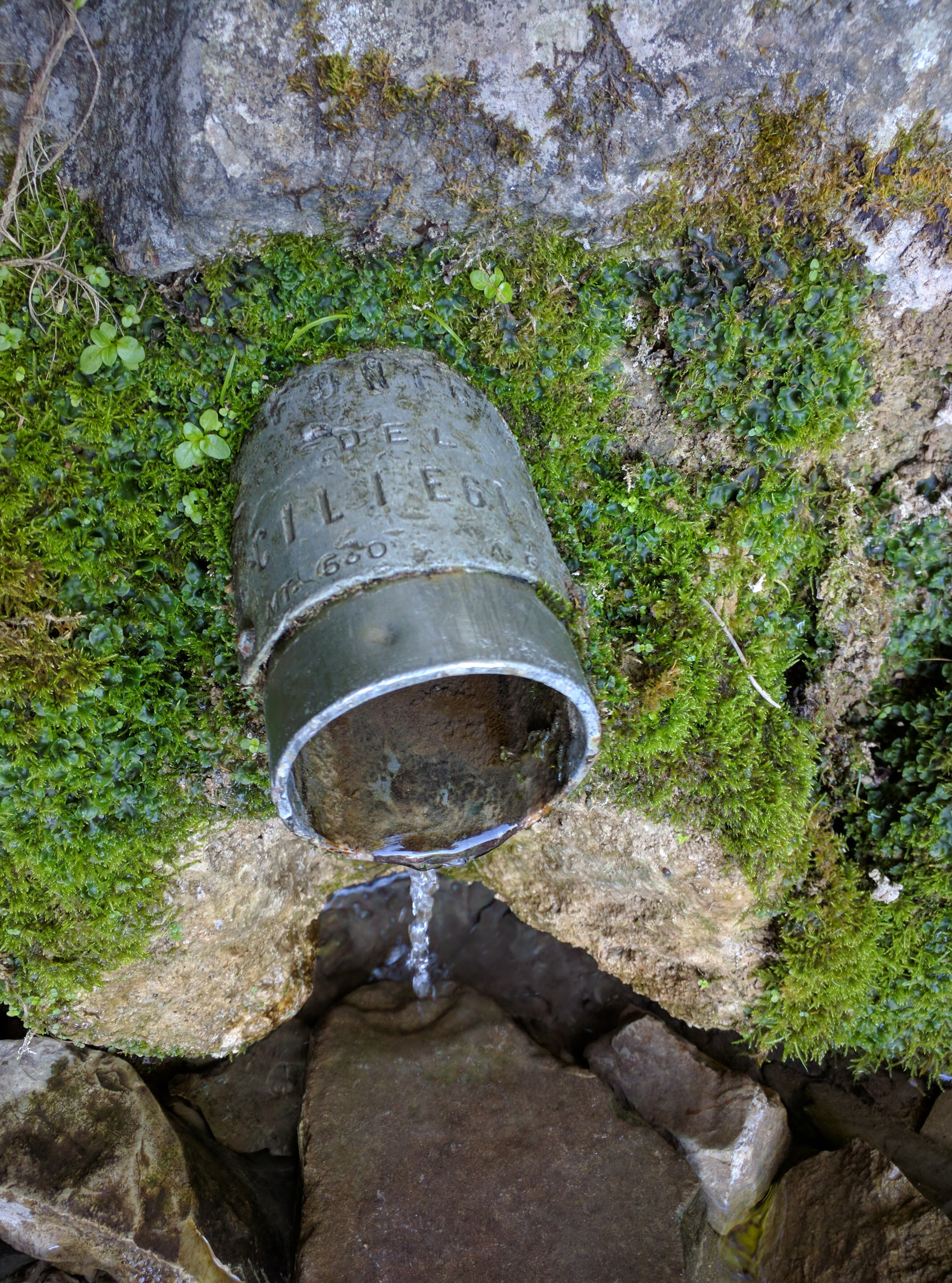
Fonte del ciliegio
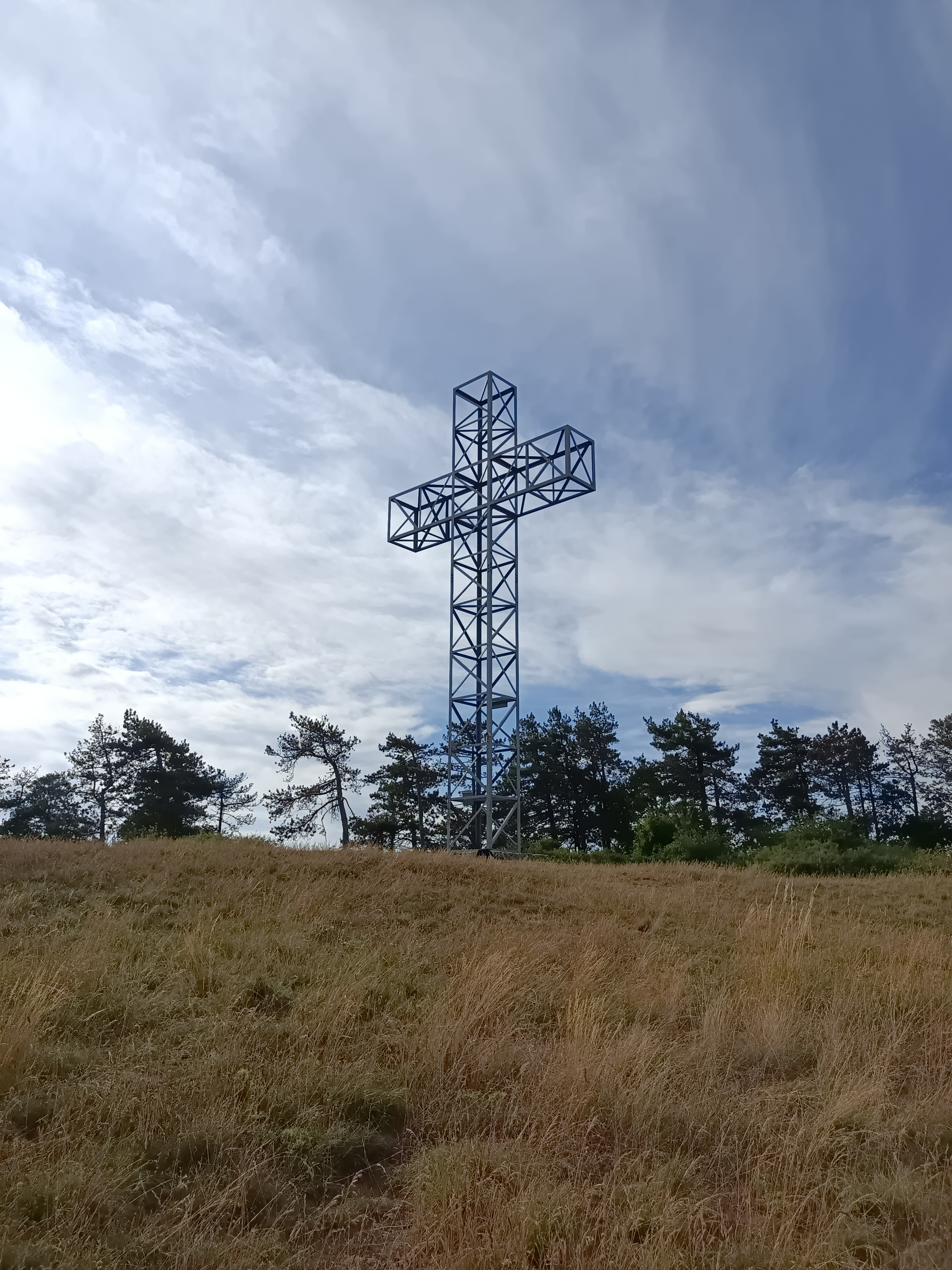
Poggio Casaccia, la prima punta
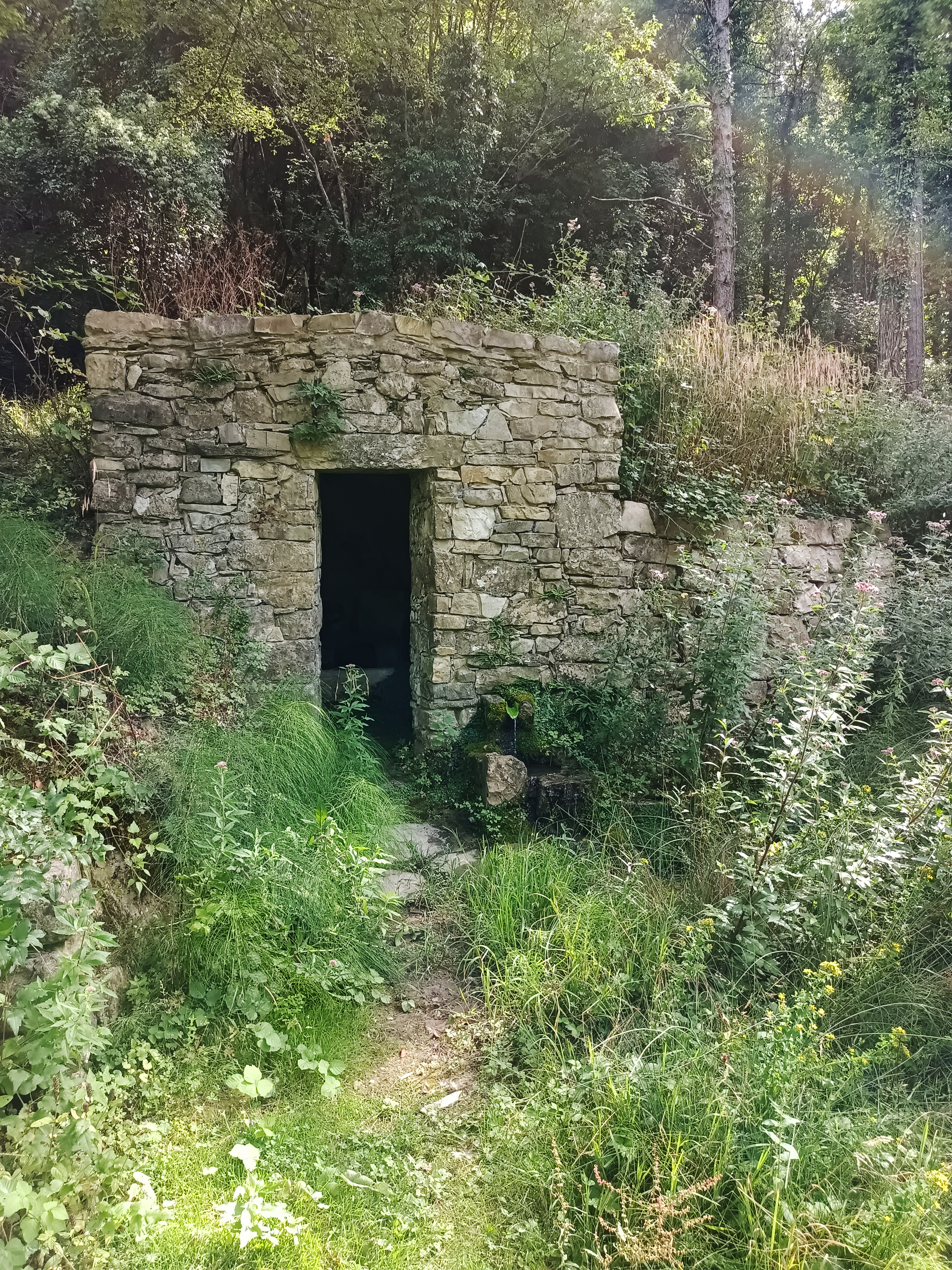
Fonte di Ca' dei Balzi